# NCI (chaîne de télévision)
Pour les articles homonymes, voir NCI.
La Nouvelle Chaîne Ivoirienne, plus connue sous le sigle NCI est la première chaîne de télévision privée ivoirienne. La chaîne est diffusée en Côte d'Ivoire via la TNT et le câble , en Afrique sur le satellite, et dans le monde entier par la télévision IP et le Web. 
En 2016, Après un demi-siècle du monopole public de la RTI, quatre chaînes de télévision privées ont été autorisées à émettre en Côte d'Ivoire. Celles-ci ont été retenues à la suite d'un appel d'offres lancé en mai 2016 par la HACA dans le cadre de la libéralisation de l'espace audiovisuel dans le pays. Le lancement  de ces chaines, prévu en même temps que la TNT, n'a cessé d'être reporté, du fait de  nombreux problèmes rencontrés dans  la mise en place la TNT. 
La TNT est finalement inaugurée le 8 février 2019 à Abidjan. Le  12 décembre 2019 à 18h45, NCI est lancée avec le premier numéro de La Télé d'Ici présentée par Cheikh Yvhane.

## Identité visuelle
Le premier habillage de la chaîne a été conçu par l'agence Ramon + Pedro en 2019.
À partir de 2020, la chaîne décide de rafraichir son habillage avec ses graphistes internes. La chaîne conçoit alors son identité numérique . Celle ci est déclinée en fonction des différents moments de la journée et montre différents paysages de la Côte d'Ivoire. Il dévoile un éléphant dans les lettres N et C du logo de la chaîne. Par la suite, les bandes annonce programmes unique et programmes week-end seront conçues. 
En 2022, l'annonce des programmes journaliers se rajoute à l'habillage de la chaîne.
Depuis 2020, la direction artistique de NCI est assurée par Joël-Fabrice Achi le directeur des Animations Graphiques.

## Organisation
Le directeur général de NCI est Ange Guéï.

## Programmation
Dès son lancement, NCI a pour ambition de devenir l'une des chaînes les plus regardées en Côte d'Ivoire. Sa programmation est ainsi axée sur la production de contenus locaux. 
Ceci est une liste des émissions actuellement diffusées sur la chaîne.

### Magazines et Divertissement
- La Télé d'Ici
- Yvidero Show
- Les Femmes d'Ici
- Showbuzz
- NCI Reportages
- NCI 360°
- Super Morning
- Nostalgie Fun Outdoor
- Rien à cacher

### Musique
- Nostatop
- Ivory Best
- Africa Best
- Best Inter
- N'Mix

### Séries ivoiriennes
- Chez les Koffi
- Woglou et Dapè
- Mea Culpa

### Séries africaines et américaines
- Jongo
- Hawthorne: infirmière en chef
- Chicago Fire
- Line  of Duty
- Les Experts: Cyber

### Jeunesse
- Magic: famille féerique
- Les légendes de Tatonka

## Diffusion
| N°  | Bouquet             |
| --- | ------------------- |
| 4   | TNT                 |
| 204 | Les Bouquets Canal+ |
| 778 | StarTimes           |
| 599 | La TV d'Orange      |